# Cerje Tužno
Cerje Tužno – wieś w Chorwacji, w żupanii varażdińskiej, w mieście Ivanec. W 2011 roku liczyła 182 mieszkańców.